# Alyxia squamulosa
Alyxia squamulosa är en oleanderväxtart som beskrevs av Charles Moore och F. Muell.. Alyxia squamulosa ingår i släktet Alyxia och familjen oleanderväxter. Inga underarter finns listade i Catalogue of Life.